# Programa Saliut
El programa Saliut (en rus Салют, Sal'ut, 'Salutació') va ser el primer programa soviètic en envolar estacions espacials. Consistia en una sèrie de nou estacions formades per un sol mòdul que es varen llançar entre entre el 1971 i el 1982. Aquest era un projecte que estava pensat per portar a terme investigacions de llarga durada sobre els problemes de viure a l'espai i una gran varietat d'experiments astronòmics, biològics o sobre recursos terrestres. Aquest programa va permetre a la tecnologia de les estacions espacials evolucionar des d'una posició d'enginyeria experimental cap a una més madura. L'experiència adquirida de les estacions Saliut va facilitar el camí a les estacions espacials multi-modulars com la Mir i l'Estació Espacial Internacional cadascuna de les quals empra com a nucli un mòdul derivat de les Saliut al sur centre.
El programa va consistir en una sèrie de sis (6) estacions de recerca científica (tipus DOS) i tres estacions de reconeixement militar (tipus OPS) llançades com a part de la programa secret Almaz. Durant el seu desenvolupament es van batre un gran nombre de rècords entre els quals s'inclouen rècords de duració, el primer traspàs de poders d'una estació entre dos tripulacions, l'estada més llarga d'una dona a l'espai i diversos rècords de passejos espacials.

## Estacions
El programa estava compost d'estacions civils DOS i estacions militars OPS. Ambdues eren adaptacions del disseny original Almaz OPS creat per en Vladímir Txelomei. Pel model militar OPS les modificacions no van ser gaires i principalment centrades en el port d'atracament posterior per les naus Soiuz. Els canvis que es van realitzar al model civil DOS van ser molts més, incloent un nombre superior de panells solars i ports d'atracament davant i darrere preparats per les naus Soiuz, TKS i altres mòduls.

### Saliut 1
La Saliut 1 (DOS-1) va ser llançada el 19 d'abril del 1971, convertint-se així en la primera estació espacial en orbitar la terra. La primera tripulació, volant en la Soiuz 10 no va poder entrar-hi a causa d'una falla en el sistema d'atracament. La segona tripulació, llançada amb la Soiuz 11 no va tenir problemes per atracar i va romandre a l'estació durant 23 dies. Desgraciadament en el viatge de tornada, una vàlvula de la càpsula de reentrada de la Soiuz 11 es va obrir abans d'hora provocant la mort dels seus tres ocupants. L'estació Saliut 1 va reentrar a l'atmosfera terrestre l'11 d'octubre del 1971.

### DOS-2
La DOS-2 va ser llançada el 29 de juliol del 1972. Tenia un disseny molt similar al de la Saliut 1. Malauradament, durant l'ascens, la segona etapa del coet Proton va fallar provocant que aquesta segona estació espacial no arribés mai a l'òrbita planificada. Minuts després del llançament es va estavellar a l'oceà Pacífic.

### Saliut 2
La Saliut 2 (OPS-1) va ser llançada el 4 d'abril del 1973. Tot i que ho semblava, aquest vol no formava part del mateix programa al qual pertanyien les anteriors estacions, realment es tractava d'un prototip altament secret d'una estació espacial militar Almaz. Se li va donar la denominació de Saliut 2 per tal d'ocultar a occident la seva naturalesa real. Tot i que el llançament va ser totalment satisfactori, passats un parell de dies, l'estació (que encara no tenia tripulants) va començar a perdre pressió i els sistemes de control de vol van fallar. Les fallides van ser provocades per les peces de metralla que va dispersar la darrera etapa del coet Proton que va posar l'estació en òrbita en esclatar en les proximitats. L'11 d'abril del 73 (11 dies després del llançament) un inexplicable accident va arrencar els quatre panells solars de l'estació deixant-la sense cap mena de subministrament elèctric. L'estació va reentrar a l'atmosfera el 29 de maig del mateix any.

### Cosmos 557
L'estació Saliut que havia substituït l'espacial militar Almaz (que s'havia d'anomenar DOS-3) va ser llançada a l'espai l'11 de maig del 1973, tres dies abans del llançament de l'americana Skylab. Però, a causa d'errors en els sistemes de control de vol mentre estava fora de l'abast del control terrestre, l'estació va encendre els seus motors de control d'òrbita fins a esgotar tot el fuel completament. Com que la nau, completament perduda, ja estava en òrbita i havia estat detectada pels radars occidentals, els soviètics van batejar el llançament com "Cosmos 557" i la van deixar reentrar i cremar-se a l'atmosfera una setmana després. Només molts anys després s'ha sabut que realment aquest llançament pertanyia al programa Saliut.

### Saliut 3

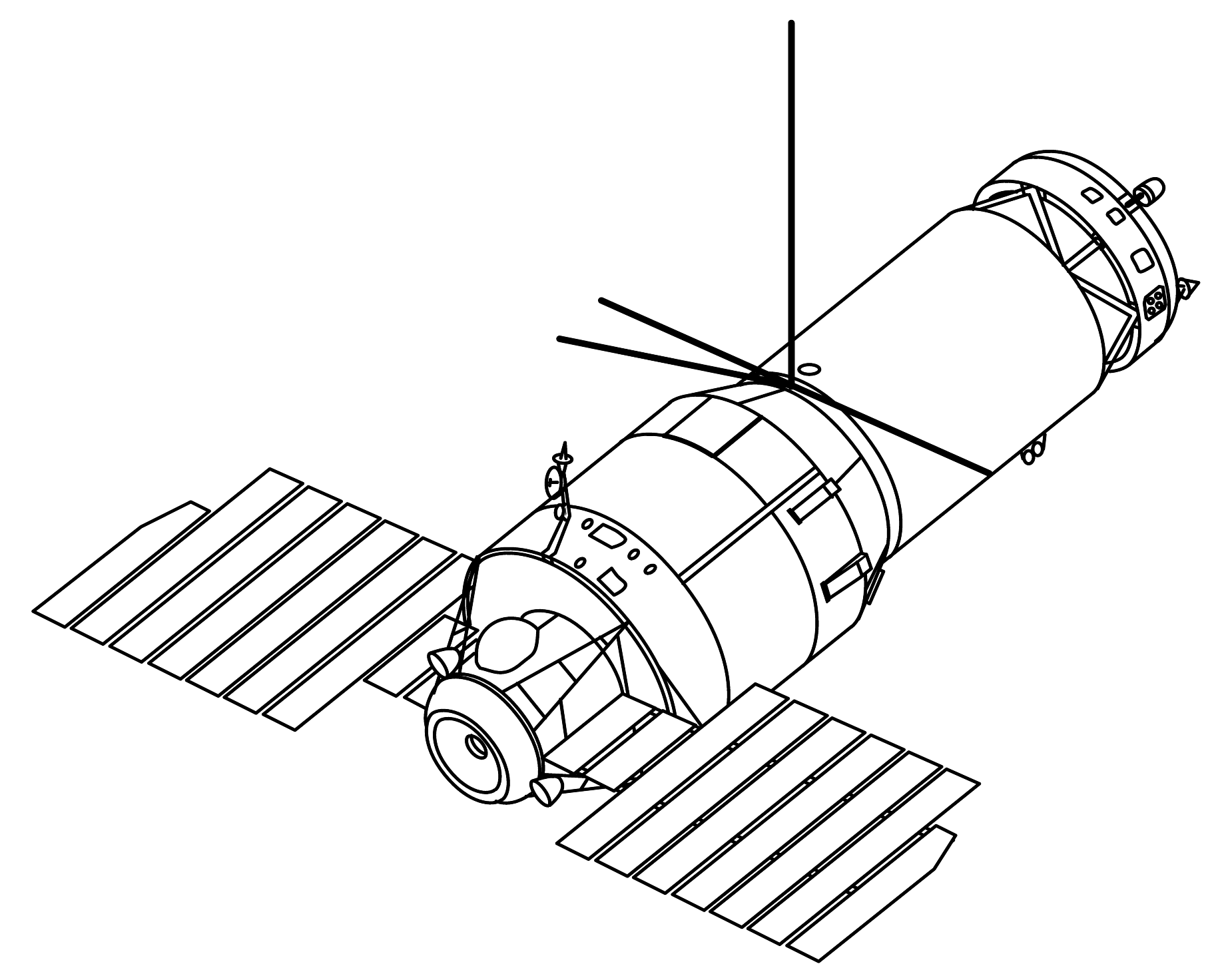
OPS-2 (Saliut 3)

La Saliut 3 (OPS-2) es va llançar el 25 de juny del 1974. Es tractava d'una altra estació espacial militar Almaz, que aquest cop es va aconseguir orbitar correctament. Des d'ella es van aconseguir de provar una gran varietat de sensors de reconeixement, que retornava un contenidor amb la pel·lícula per analitzar-la posteriorment. El 25 de gener del 75 es van realitzar proves amb un canó aeri Nudelmann de 23mm (tot i que altres fonts afirmen que es tractava d'un Nudelmann NR de 30mm) en rangs d'entre 3000 i 500 metres. Els cosmonautes van confirmar que el satèl·lit objectiu havia estat destruït durant les proves, tal com s'esperava. L'endemà es va donar l'ordre per desorbitar el complex. Durant la seva estada en òrbita, només una de les tres tripulacions en principi projectades van aconseguir entrar i habitar l'estació. Aquesta va ser la que anava amb la Soiuz 14. La Soiuz 15 que va intentar portar una segona tripulació no va poder atracar al complex.

### Saliut 4
La Saliut 4 (DOS-4) va enlairar-se el 26 de desembre del 1974. Era essencialment una còpia de la DOS-3 que es va perdre, però en aquest cas va ser un complet èxit. Tres tripulacions van fer estada en aquesta estació espacial (Soiuz 17, Soiuz 18 i Soiuz 21) i una d'elles va durar 63 dies. Una càpsula no tripulada Soiuz va romandre fixa a l'estació durant tres mesos, demostrant la durabilitat del sistema a llarg termini. La maniobra de desorbitació de la Saliut 4 va iniciar-se el 2 de febrer del 1977 i va reentrar a l'atmosfera l'endemà.

### Saliut 5

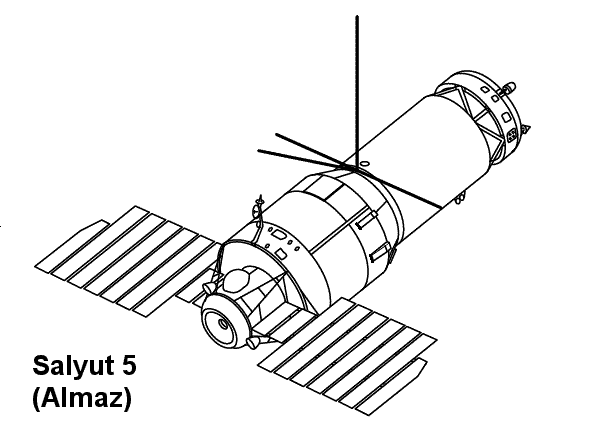
OPS-3 (Saliut 5)

La Saliut 5 (OPS-3) va ser llançada el 22 de juny del 1976. Es tractava de la tercera i última estació espacial militar Almaz. El llançament i la posterior missió de l'estació van rutllar perfectament. De les tres tripulacions que es van llançar a continuació, dues van poder-hi fer estada (Soiuz 21 i Soiuz 24) mentre que la Soiuz 23 no va poder atracar i es va haver d'avortar. Després d'aquesta missió els militars soviètics van considerar que els avantatges tàctics que els oferien aquest tipus de missions no compensaven el seu cost i es van retirar. L'objectiu principal de les futures Salut seria buscar el prestigi internacional i la investigació civil. La Saliut 5 va reentrar el 8 d'agost del 1977.

### Saliut 6
La Saliut 6 (DOS-5) va volar cap a l'espai el 29 de setembre del 1977. Tot i que s'assemblava bastant a les estacions espacials prèvies en el seu disseny global, aquesta incloïa una série millores revolucionàries, entre les quals destaquen un segon moll d'atracament on podia ancorar una càpsula de càrrega no tripulada que permetia reabastir l'estació. Entre els anys 1977 i 1982 la Saliut 6 va ser visitada per 5 tripulacions de llarga durada i 11 de curta durada que incloïen tripulants d'altres països pertanyents al Pacte de Varsòvia. La primera tripulació de llarga durada de la Saliut 6 va batre el rècord d'estada en òrbita aconseguit per la tripulació del Skylab posant-lo en 96 dies, tot i que posteriors tripulacions van arribar fins als 185 dies. La quarta tripulació va desplegar un radiotelescopi que va pujar una astronau de càrrega no tripulada. Un cop finalitzades les missions tripulades el 1981, aquesta plataforma encara va ser útil per provar mètodes d'atracament fent servir una astronau pesada anomenada TKS que s'havia construït amb les sobres del programa Almaz cancel·lat anys abans. La Saliut 6 va ser desorbitada el 29 de juliol del 1982.

### Saliut 7
La Saliut 7 (DOS-6) va enlairar-se el 19 d'abril del 1982. Era en realitat el vehicle de recanvi de la Saliut 6 i, per tant, tenia les mateixes capacitats i equipament, si bé se li van afegir algunes millores. va romandre en òrbita quatre anys i dos mesos, durant els quals la van visitar 10 tripulacions en 6 missions principals i 4 vols secundaris que van incloure un astronauta francès i un d'indi. A part dels molts experiments i observacions realitzats, aquesta estació també va servir per provar atracaments i estudiar el funcionament de grans mòduls en una estació en òrbita. Els mòduls anomenats "Mòduls Còsmics pesants" van ajudar els enginyers a desenvolupar la tecnologia necessària per construir la Mir posteriorment. La Saliut 7 va reentrar a l'atmosfera de la terra el 7 de febrer del 1991.

### DOS-7

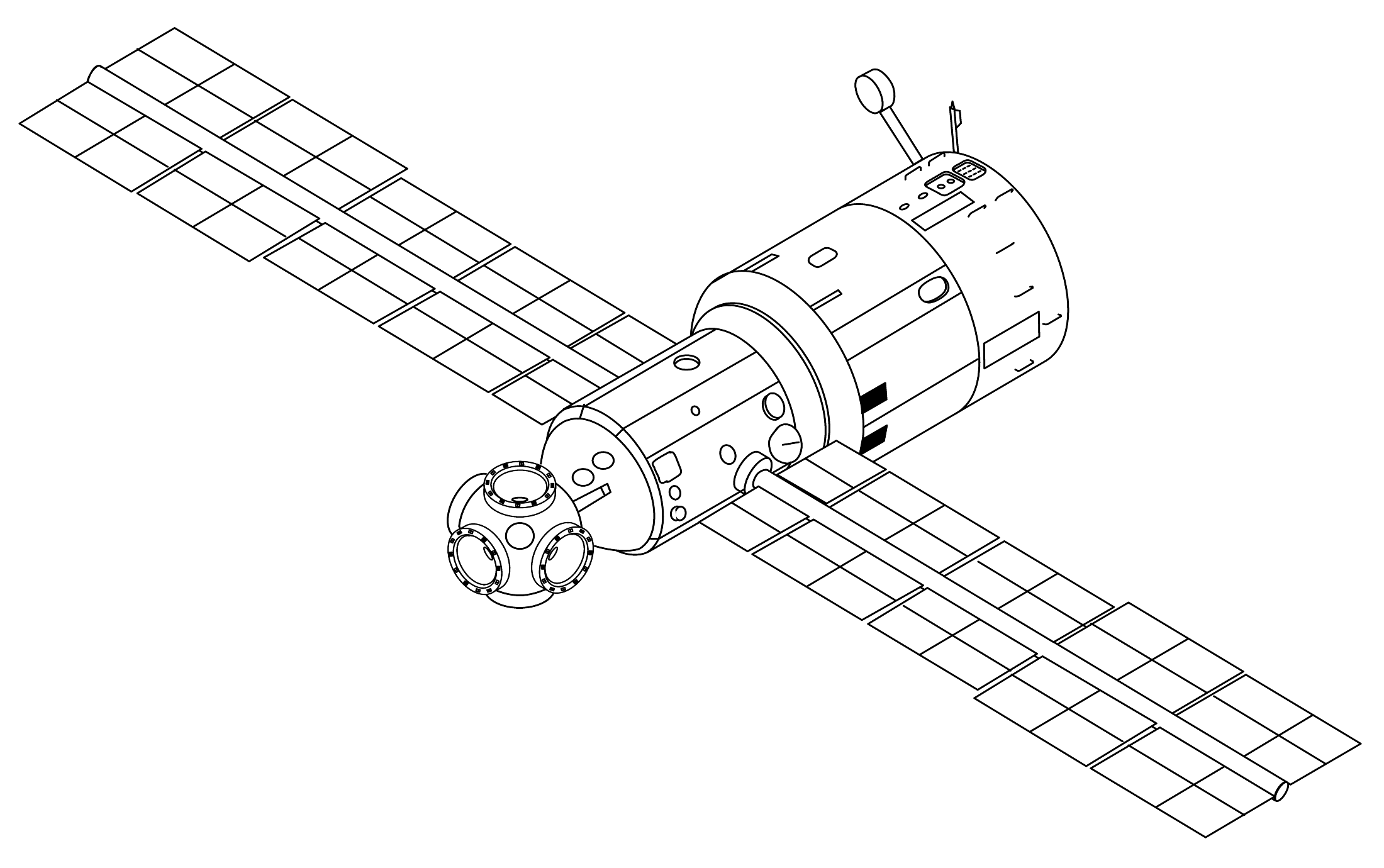
DOS-7 (Mòdul Central de la Mir)

Primerament estava previst que dues estacions més (DOS-7 i DOS-8) volessin dins del programa Saliut. Aquestes darreres anirien equipades amb quatre ports d'atracament, dos als extrems del mòdul i dos més d'addicionals, un a cada costat d'una esfera d'amarratge situada al frontal de l'estació. La DOS-7 finalment va continuar sent evolucionada fins a arribar a ser el mòdul central de l'estació Mir disposant de millors ordinadors, panells solars actualitzats, allotjament per dos cosmonautes (disposant cadascun de la seva pròpia cabina) i sis ports d'atracament.

### DOS-8

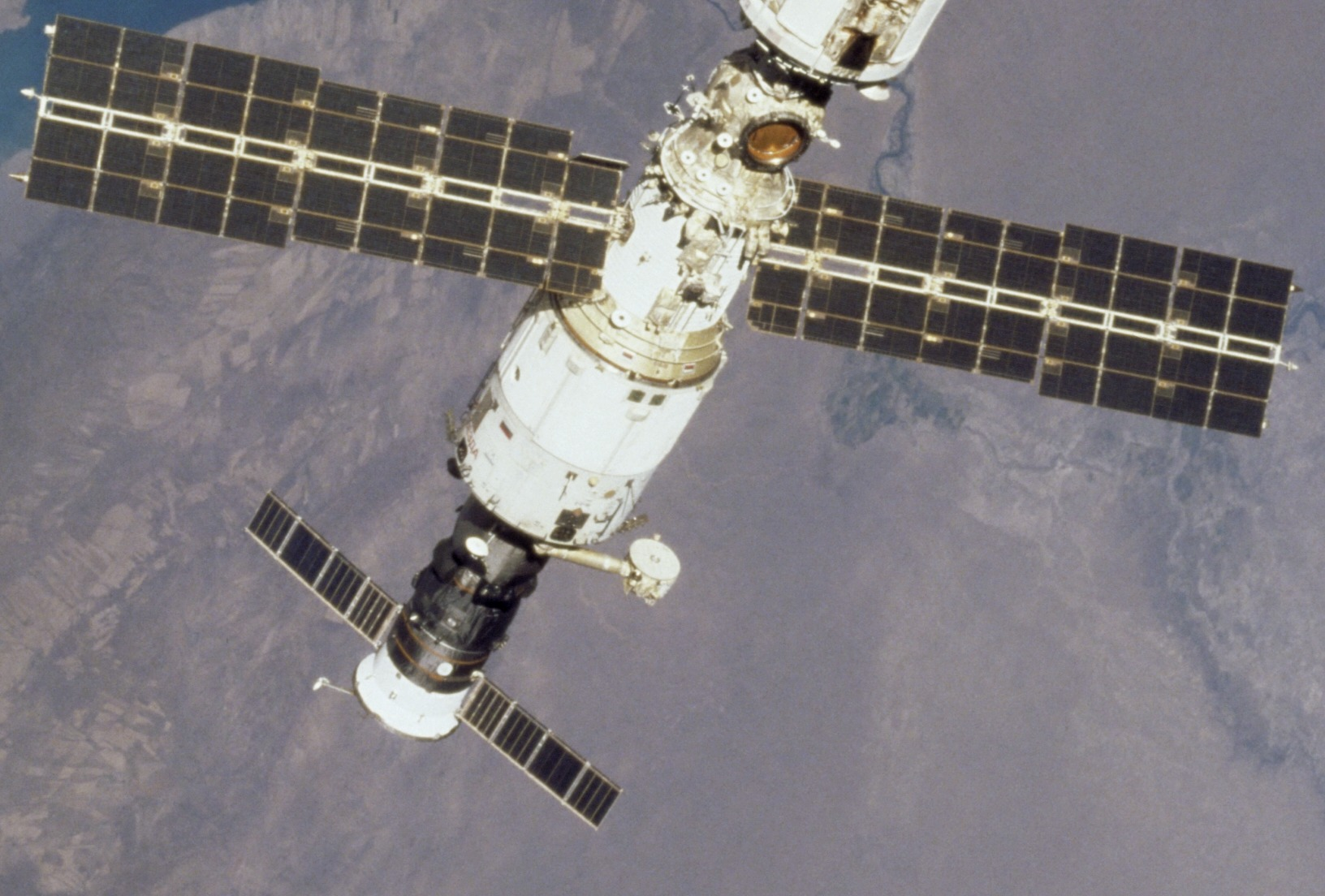
mòdul DOS-8 (Zvezdà (ISS))

La DOS-8 va transformar-se primerament en el que havia de ser l'inici del projecte Mir-2 pensat per substituir a l'estació espacial Mir. Finalment, després de la reconversió del projecte, aquest mòdul va acabar formant part de l'Estació Espacial Internacional (ISS) en el que avui en dia es coneix com a mòdul de servei Zvezdà.

## Evolució temporal
| Estació Espacial | Llançament                    | Reentrada                    | Dies en òrbita | Dies ocupada | Total tripulació i visitants | Arribades de naus tripulades | Arribades de naus no-tripulades | Massa kg |
| ---------------- | ----------------------------- | ---------------------------- | -------------- | ------------ | ---------------------------- | ---------------------------- | ------------------------------- | -------- |
| Saliut 1         | 19 abril 1971 01:40:00 UTC    | 11 octubre 1971 00:00:00 UTC | 175            | 24           | 3                            | 2                            | 0                               | 18,500   |
| DOS-2            | 29 juliol 1972                | 29 juliol 1972               | 0              | 0            | 0                            | 0                            | 0                               | 18,000   |
| Saliut 2         | 4 abril 1973 09:00:00 UTC     | 28 maig 1973 00:00:00 UTC    | 54             | 0            | 0                            | 0                            | 0                               | 18,500   |
| Cosmos 557       | 11 maig 1973 00:20:00 UTC     | 22 maig 1973 00:00:00 UTC    | 11             | 0            | 0                            | 0                            | 0                               | 19.400   |
| Saliut 3         | 25 juny 1974 22:38:00 UTC     | 24 gener 1975 00:00:00 UTC   | 213            | 15           | 2                            | 1                            | 0                               | 18.500   |
| Saliut 4         | 26 desembre 1974 04:15:00 UTC | 3 febrer 1977 00:00:00 UTC   | 770            | 92           | 4                            | 2                            | 1                               | 18,500   |
| Saliut 5         | 22 juny 1976 18:04:00 UTC     | 8 agost 1977 00:00:00 UTC    | 412            | 67           | 4                            | 2                            | 0                               | 19,000   |
| Saliut 6         | 29 setembre 1977 06:50:00 UTC | 29 juliol 1982 00:00:00 UTC  | 1,764          | 683          | 33                           | 16                           | 14                              | 19,824   |
| Saliut 7         | 19 abril 1982 19:45:00 UTC    | 7 febrer 1991 00:00:00 UTC   | 3,216          | 816          | 26                           | 12                           | 15                              | 18,900   |